# Cộng hòa Xô viết Xã hội chủ nghĩa Ba Tư
Cộng hòa Xô viết Xã hội chủ nghĩa Ba Tư (thường gọi là Cộng hòa Xô viết Gilan) là một nước cộng hòa Xô viết thành lập tại một tỉnh của Iran là tỉnh Gilan.

## Bối cảnh
Phong trào Jungle bắt đầu vào năm 1914 đã đạt được động lực sau chiến thắng của những người Bolshevik ở Nga. Vào tháng 5 năm 1920, Hạm đội Caspian của Liên Xô,dẫn đầu bởi Fedor Raskolnikov và đi cùng với Sergo Orzhonikidze,đã tiến vào cảng Anzali caspian. Nhiệm vụ này được tuyên bố là chỉ để theo đuổi các tàu và đạn dược của Nga được đưa đến Anzali bởi Tướng phản cách mạng Trắng nga Denikin,người đã được lực lượng Anh cho tị nạn ở Anzali. Quân đồn trú của Anh ở Anzali nhanh chóng sơ tán khỏi thị trấn mà không có bất kỳ sự kháng cự nào, rút lui về Manjil.
Đối mặt với cuộc xung đột giữa phong trào của ông và các lực lượng chính phủ Anh và trung ương thống nhất, nhà cách mạng Iran Mirza Kuchak Khan đã xem xét một số lựa chọn. Mirza đã cân nhắc tìm kiếm sự hỗ trợ từ những người Bolshevik khi một năm trước khi ông đi bộ đến Lankaran để gặp họ nhưng khi ông đến thành phố đó, lực lượng Đỏ đã buộc phải sơ tán.
Trong số các Jangalis, có nhiều người cảm thấy rằng những người Bolshevik đã đưa ra một giải pháp thực sự cho các vấn đề được chia sẻ bởi cả Nga và Iran,cụ thể là sự thống trị của tầng lớp thượng lưu và Tòa án Hoàng gia. Chỉ huy thứ hai của Kuchak Khan, Ehsanollah Khan Dustdar,đã trở thành một người cộng sản và một người ủng hộ nhiệt tình cho một liên minh với những người Bolshevik. Kuchak Khan, mặc dù do dự và thận trọng đối với một ý tưởng như vậy do cả nền tảng tôn giáo và dân tộc chủ nghĩa Iran của ông, đã chấp nhận và Jangalis đã ký một thỏa thuận với những người Bolshevik.
Sự hợp tác này với các nhà cách mạng Liên Xô dựa trên một số điều kiện bao gồm thông báo của Cộng hòa Xô viết Xã hội chủ nghĩa Ba Tư dưới sự lãnh đạo của ông và thiếu bất kỳ sự can thiệp trực tiếp nào của Liên Xô vào công việc nội bộ của nước cộng hòa. Liên Xô đồng ý hỗ trợ ông đạn dược và binh lính. Mirza đề nghị trả tiền cho đạn dược nhưng Liên Xô từ chối bất kỳ khoản thanh toán nào.

## Tuyên ngôn Cộng hòa

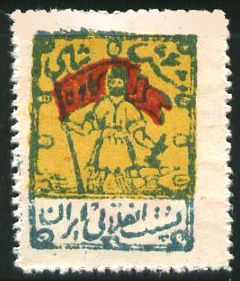
Stamp of Iranian Soviet Socialist Republic, 1920, showing the legendary rebel Kaveh the blacksmith - one hand holding a hammer, and the other anachronistically waving the Republic's Red Flag.

Vào tháng 5 năm 1920, Cộng hòa Xô Viết Gilan , chính thức được gọi là Cộng hòa Xô viết Xã hội chủ nghĩa Iran,ra đời. Cộng hòa đã không phân phối lại đất đai cho nông dân nghèo được coi là một vị trí bảo thủ bởi các lực lượng cấp tiến hơn của phong trào Jangal. Do đó, chẳng mấy chốc, những bất đồng nảy sinh giữa Mirza và nhóm cố vấn của ông ở một bên và Liên Xô và Đảng Cộng sản Ba Tư (phát triển từ Đảng Edalat (Công lý)có trụ sở tại Baku. 
Tem của Cộng hòa Xã hội chủ nghĩa Xô viết Iran, 1920, cho thấy phiến quân huyền thoại Kaveh thợ rèn - một tay cầm búa, và tay kia lỗi thời vẫy Cờ đỏcủa cộng hòa.
Vào ngày 9 tháng 6 năm 1920, Mirza Kuchak Khan rời Rasht để phản đối và cũng để tránh đối đầu quân sự (điều mà ông luôn tránh càng nhiều càng tốt, ngay cả khi chiến đấu với lực lượng chính phủ trung ương) và mở đường cho đảng Cộng sản (Edalat) thiết lập một cuộc đảo chính. Chính quyền mới, chính thức dưới thời Ehsanollah Khan nhưng thực sự dưới ảnh hưởng của Batyrbek Abukov (Chính ủy Liên Xô) đã bắt đầu một loạt các hoạt động cực đoan như tuyên truyền chống tôn giáo, hoặc buộc tiền ra khỏi các địa chủ giàu có.
Các yếu tố bảo thủ mô tả các biện pháp này chỉ đơn giản là những đặc điểm mới nhất của sự can thiệp lâu dài của Nga trong khu vực, và tầng lớp trung lưu đã bị đối kháng bởi mức độ bạo lực, thiếu tôn trọng tài sản và mối quan hệ của Nga trong phong trào Jangali. Cộng hòa cũng mất sự ủng hộ từ dân số nói chung do số lượng người tị nạn chiến tranh cực kỳ cao bắt đầu tràn ngập các trung tâm đô thị, do đó đặt ra một vấn đề kinh tế đáng kể.

## Nội các đầu tiên
- Mohammad taghi Pir bazari – Ủy viên Tài chính
- Mir shams el din vaghari (Vagahr ol saltane) – Ủy viên liên ngành
- Seyyed Jafar Some'e sarai (Mohseni) – Ủy viên nước ngoài
- Mahmud Reza – Ủy viên Tư pháp
- Abolghasem Rezazade (Fakhraei) – Ủy viên Thương mại
- Nasrollah Reza – Ủy viên Bưu điện & Điện báo
- Mohammadali Gilak (Khomami) – Ủy viên phúc lợi công cộng
- Ali Habibi – Cảnh sát trưởng
- Tiến sĩ Mansur Bavar – Giám đốc Y tế
- Mirza Shokrollah khan Tonekaboni (keyhan) – Giám đốc nghiên cứu
- Amir taka – Người đứng đầu Ủy ban Chiến tranh

### Đảo chính
Bài viết chính: Cuộc đảo chính Iran năm 1921
Những nỗ lực của Mirza để giải quyết các tranh chấp đẫm máu bằng cách gửi một kiến nghị thông qua một đại biểu của hai người đàn ông của ông cho Thủ tướng Liên Xô Vladimir Lenin đã không dẫn đến một giải pháp. Đến năm 1921, và đặc biệt là sau khi thỏa thuận đạt được giữa Liên Xô và Anh, Liên Xô đã quyết định không tiếp tục ủng hộ Cộng hòa Gilan của Liên Xô. Hiệp ước Hữu nghị Nga-Ba Tư (1921) sau đó được ký kết, đảm bảo mối quan hệ hòa bình giữa hai nước và dẫn đến việc rút quân của Liên Xô.
Reza Khan Mirpanj,người đã khởi xướng một cuộc đảo chính thành công với Seyyed Zia'eddin Tabatabaee vài ngày trước đó, sau đó bắt đầu tái khẳng định quyền kiểm soát của chính phủ trung ương đối với Gilan và Mazandaran. Cộng hòa Gilan của Liên Xô chính thức kết thúc vào tháng 9 năm 1921. Mirza và người bạn Đức Gauook(Hooshang)chạy trốn một mình vào dãy núi Alborz,và chết vì tê cóng. Người ta nói rằng cơ thể của ông đã bị chặt đầu bởi một địa chủ địa phương và đầu của ông đã được trưng bày ở Rasht để thiết lập quyền bá chủ mới của chính phủ đối với cách mạng và ý tưởng cách mạng. [trích dẫn cần]

## Phân tích lịch sử
Các nhà sử học đã cố gắng phân tích các yếu tố góp phần vào sự sụp đổ của phong trào Jangal. Một số nghiên cứu chính bao gồm cả những nghiên cứu của Gregor Yeghikian và Ebrahim Fakhrayi (Bộ trưởng Bộ Văn hóa trong Nội các Cộng hòa Xô viết của Kuchak Khan) cho thấy vai trò cho cả hai hành động cực đoan của Đảng Cộng sản (Edalat) đã kích động tình cảm tôn giáo đối lập trong công chúng, và quan điểm tôn giáo và đôi khi có phần bảo thủ của Mirza Kuchak Khan về sự hợp tác với Đảng Cộng sản càng là các yếu tố có thể.
Cũng cóý kiến cho rằng sự thay đổi chính sách về phía Liên Xô liên quan đến việc theo đuổi cách mạng toàn cầu (như trotsky ủng hộ)so với việc thành lập và bảo vệ Liên Xô là lý do chính để họ rút lại sự ủng hộ từ Cộng hòa Gilan. Lựa chọn thứ hai nhận được nhiều sự ủng hộ hơn và do đó Liên Xô đã ký Hiệp định Thương mại Anh-Xô với Người Anh ở London (1921) yêu cầu họ rút lui khỏi miền Bắc Iran. Thư từ giữa Theodore Rothstein, đại sứ Liên Xô tại Tehran, và Mirza kuchak Khan rõ ràng ủng hộ quan điểm này.  Là một phần trong nỗ lực thực hiện hòa bình của mình, Rothstein cũng đã gửi một thông điệp đến các sĩ quan Liên Xô trong số một ngàn lực lượng mạnh mẽ của Ehsanollah Khan đã tiến về phía Qazvin,không tuân theo mệnh lệnh của ông và kết quả là chiến dịch đã bị đánh bại.